# Wendell (Minnesota)
Wendell é uma cidade localizada no estado americano de Minnesota, no Condado de Grant.

## Demografia
Segundo o censo americano de 2000, a sua população era de 177 habitantes.
Em 2006, foi estimada uma população de 168, um decréscimo de 9 (-5.1%).

## Geografia
De acordo com o United States Census Bureau tem uma área de
2,7 km², dos quais 2,7 km² cobertos por terra e 0,0 km² cobertos por água. Wendell localiza-se a aproximadamente 349 m acima do nível do mar.

## Localidades na vizinhança
O diagrama seguinte representa as localidades num raio de 24 km ao redor de Wendell.